# Ali Bagautinov
Ali Bagautinov (nacido el 10 de junio de 1985) es un artista marcial mixto ruso que compitió en la categoría de peso mosca en Ultimate Fighting Championship.

## Carrera en artes marciales mixtas
Bagautinov hizo su debut profesional en diciembre de 2009. Acumuló un récord de 10-2 antes de firmar por la UFC. Fue calificado como uno de las mejores promesas de peso mosca en 2013.

### Ultimate Fighting Championship
En junio de 2013, Bagautinov firmó un contrato de cinco peleas con el UFC.
En su debut, Bagautinov se enfrentó a Marcos Vinicius el 4 de septiembre de 2013 en UFC Fight Night 28. Bagautinov ganó la pelea por nocaut técnico en el tercer asalto, después de tumbar a Vinicius con un derechazo. 
En su segunda pelea con la promoción, Bagautinov se enfrentó a Tim Elliott el 16 de noviembre de 2013 en UFC 167. Bagautinov ganó la pelea por decisión unánime. 
Bagautinov se enfrentó a John Lineker el 1 de febrero de 2014 en UFC 169. Bagautinov ganó la pelea por decisión unánime.
Bagautinov se enfrentó a Demetrious Johnson el 14 de junio de 2014 en UFC 174 por el título mosca de UFC. Bagautinov perdió la pelea por decisión unánime.
El 3 de octubre de 2015, Bagautinov se enfrentó a Joseph Benavidez en UFC 192. Bagautinov perdió la pelea por decisión unánime.
Bagautinov se enfrentó luego a Geane Herrera el 18 de junio de 2016 en UFC Fight Night 89. Bagautinov ganó la pelea por decisión unánime.
Bagautinov iba a enfrentarse a Kyoji Horiguchi el 15 de octubre de 2016 en UFC Fight Night 97. Sin embargo, la promoción anunció el 6 de octubre que habían cancelado completamente el evento. A su vez, el combate fue reprogramado y se realizó el 19 de noviembre de 2016 en UFC Fight Night 99.
Se anunció el 17 de enero de 2017 que Bagautinov no renovaría su contrato con la UFC.

## Campeonatos y logros

### Artes marciales mixtas
- Fight Nights
  - Campeón de Peso Mosca (Una vez)
  - Tres defensas exitosas del título

|

### Sambo
- World Sambo Federation
  - Campeón Mundial de Combat Sambo (Dos veces)
  - Campeón Europeo de Combat Sambo

- Combat Sambo Federation of Russia
  - Campeón Nacional Ruso de Combat Sambo (Cinco veces)
  - Campeón de Moscú de Combat Sambo (Tres veces)
  - Campeón de Daguestán de Combat Sambo
  - Ganador de la Copa Moscú de Combat Sambo (Cuatro veces)

### Pankration
- Pankration Federation Russia and World
  - Campeón Mundial de Pankration
  - Ganador de la Copa Mundial de Pankration
  - Campeón Nacional Ruso de Pankration
  - Ganador de la Copa de Moscú (Tres veces)
  - Ganador de la Copa Mundial

## Récord en artes marciales mixtas
| Resultado | Récord | Oponente                     | Método                      | Evento                                          | Fecha                    | Ronda | Tiempo | Localización         | Notas                                                 |
| --------- | ------ | ---------------------------- | --------------------------- | ----------------------------------------------- | ------------------------ | ----- | ------ | -------------------- | ----------------------------------------------------- |
| Derrota   | 19–7   | Zhalgas Zhumagulov           | Decisión (dividida)         | Fight Nights Global 95                          | 19 de octubre de 2019    | 5     | 5:00   | Sochi                |                                                       |
| Victoria  | 19–6   | Vartan Asatryan              | Decisión (unánime)          | Fight Nights Global 92                          | 6 de abril de 2019       | 5     | 5:00   | Moscú                |                                                       |
| Victoria  | 18–6   | Denis Araujo Oliveira Fontes | Decisión (unánime)          | Samara MMA Federation: Battle of Volga 6        | 23 de septiembre de 2018 | 3     | 5:00   | Samara               |                                                       |
| Victoria  | 17–6   | Andy Young                   | Decisión (unánime)          | Fight Nights Global 84: Deák vs. Chupanov       | 2 de marzo de 2018       | 3     | 5:00   | Bratislava           |                                                       |
| Victoria  | 16–6   | Danny Martinez               | Decisión (unánime)          | Fight Nights Global 76: Bagautinov vs. Martinez | 13 de octubre de 2017    | 5     | 5:00   | Krasnodar            |                                                       |
| Victoria  | 15–6   | Pedro Nobre                  | Sumisión (rear-naked choke) | Fight Nights Global 69                          | 30 de junio de 2017      | 2     | 3:51   | Novosibirsk          |                                                       |
| Derrota   | 14–6   | Tyson Nam                    | KO (patada a la cabeza)     | Fight Nights Global 64                          | 28 de abril de 2017      | 3     | 4:59   | Moscú                |                                                       |
| Derrota   | 14–5   | Kyoji Horiguchi              | Decisión (unánime)          | UFC Fight Night: Mousasi vs. Hall 2             | 19 de noviembre de 2016  | 3     | 5:00   | Belfast              |                                                       |
| Victoria  | 14–4   | Geane Herrera                | Decisión (unánime)          | UFC Fight Night: MacDonald vs. Thompson         | 18 de junio de 2016      | 3     | 5:00   | Ottawa, Ontario      |                                                       |
| Derrota   | 13–4   | Joseph Benavidez             | Decisión (unánime)          | UFC 192                                         | 3 de octubre de 2015     | 3     | 5:00   | Houston, Texas       |                                                       |
| Derrota   | 13–3   | Demetrious Johnson           | Decisión (unánime)          | UFC 174                                         | 14 de junio de 2014      | 5     | 5:00   | Vancouver            | Por el Campeonato de Peso Mosca de UFC.               |
| Victoria  | 13–2   | John Lineker                 | Decisión (unánime)          | UFC 169                                         | 1 de febrero de 2014     | 3     | 5:00   | Newark, Nueva Jersey |                                                       |
| Victoria  | 12–2   | Tim Elliott                  | Decisión (unánime)          | UFC 167                                         | 16 de noviembre de 2013  | 3     | 5:00   | Las Vegas, Nevada    |                                                       |
| Victoria  | 11–2   | Marcos Vinicius              | TKO (golpes)                | UFC Fight Night: Teixeira vs. Bader             | 4 de septiembre de 2013  | 3     | 3:28   | Belo Horizonte       |                                                       |
| Victoria  | 10–2   | Seiji Ozuka                  | TKO (golpes)                | Fight Nights: Battle of Moscow 11               | 20 de abril de 2013      | 1     | 0:25   | Moscú                | Defendió el Campeonato de Peso Mosca de Fight Nights. |
| Victoria  | 9–2    | Andreas Bernhard             | TKO (golpes)                | Fight Nights: Battle of Moscow 9                | 16 de diciembre de 2012  | 1     | 0:27   | Moscú                | Defendió el Campeonato de Peso Mosca de Fight Nights. |
| Victoria  | 8–2    | Vadim Zhlobich               | Sumisión (guillotine choke) | Fight Nights: Battle of Desne                   | 7 de septiembre de 2012  | 2     | 1:01   | Bryansk              | Defendió el Campeonato de Peso Mosca de Fight Nights. |
| Victoria  | 7–2    | Mikael Silander              | Decisión (unánime)          | Fight Nights: Battle of Moscow 7                | 7 de junio de 2012       | 2     | 5:00   | Moscú                | Ganó el Campeonato de Peso Mosca de Fight Nights.     |
| Victoria  | 6–2    | Vitaly Maksimov              | Sumisión (rear-naked choke) | Fight Nights: Battle in Kalmykia                | 4 de mayo de 2012        | 1     | 2:50   | Elista               |                                                       |
| Victoria  | 5–2    | Zharkyn Baizakov             | Decisión (unánime)          | Fight Nights: Battle of Moscow 6                | 8 de marzo de 2012       | 2     | 5:00   | Moscú                |                                                       |
| Victoria  | 4–2    | Vitaliy Panteleev            | TKO (golpes)                | Fight Nights: Battle of Moscow 5                | 5 de noviembre de 2011   | 1     | 4:07   | Moscú                |                                                       |
| Victoria  | 3–2    | Asan Aysabekov               | TKO (golpes)                | Fight Nights: The Fights With and Without Rules | 21 de septiembre de 2011 | 1     | 2:06   | Moscú                |                                                       |
| Derrota   | 2–2    | Evgeniy Lazukov              | Decisión (unánime)          | Fights With Rules 2                             | 26 de mayo de 2011       | 3     | 5:00   | Ufa                  |                                                       |
| Derrota   | 2–1    | Vitaliy Panteleev            | Decisión (dividida)         | Fight Nights: Battle of Moscow 3                | 12 de marzo de 2011      | 2     | 5:00   | Moscú                |                                                       |
| Victoria  | 2–0    | Dmitry Kazancev              | Sumisión (armbar)           | World Absolute FC                               | 24 de junio de 2010      | 1     | 1:34   | Cheboksary           |                                                       |
| Victoria  | 1–0    | Aslan Margushev              | Sumisión (armbar)           | Challenge Cup                                   | 19 de diciembre de 2009  | 2     | 2:13   | Kolomna              |                                                       |